# Уто (город)
Уто (яп. 宇土市 Уто-си) — город в Японии, находящийся в префектуре Кумамото. Площадь города составляет 74,20 км², население — 37 330 человек (1 августа 2014), плотность населения — 503,10 чел./км².

## Географическое положение
Город расположен на острове Кюсю в префектуре Кумамото региона Кюсю. С ним граничат города Кумамото, Уки.

## Население
Население города составляет 37 330 человек (1 августа 2014), а плотность — 503,10 чел./км². Изменение численности населения с 1980 по 2005 годы:
| 1980 | 32 954 чел. |  |
| 1985 | 33 575 чел. |  |
| 1990 | 33 390 чел. |  |
| 1995 | 35 010 чел. |  |
| 2000 | 37 255 чел. |  |
| 2005 | 38 023 чел. |  |

## Символика
Деревом города считается Osmanthus fragrans, цветком — гортензия, птицей — Zosterops japonicus.